# Maude Apatow
Maude Apatow, född 15 december 1997 i Los Banos, Merced County, Kalifornien, är en amerikansk skådespelare. Hon är dotter till filmskaparen Judd Apatow och skådespelaren Leslie Mann.
Apatow har bland annat medverkat i TV-serierna Hollywood från 2020, Euphoria (2019–2022) och Pantheon från 2022. Hon har även medverkat i flera av sin fars filmer, till exempel This Is 40 från 2012.

## Filmografi (i urval)
- 2007: På smällen
- 2009: Funny People
- 2012: This Is 40
- 2019–2022: Euphoria
- 2020: Hollywood
- 2022: Pantheon
- 2025 – Poetic License (regi)